# Šulbak

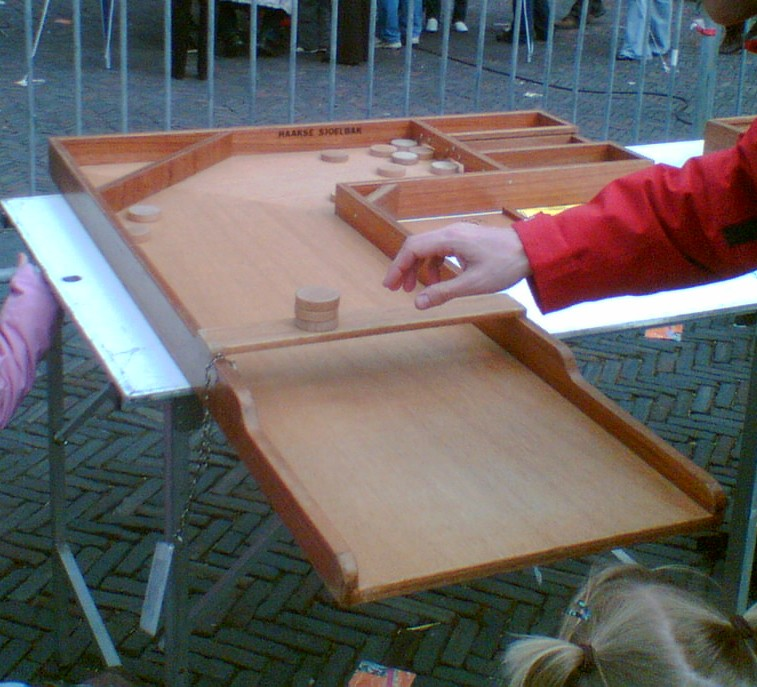
Úhel bin na bleším trhu v Woerden

Šulbak je dovednostní hra, která je provozována jako sport. Tento sport vznikl v Nizozemí.

## Bin
Šulbak se hraje na dřevěném prkně zvaném sjoelbak. Existují tři hlavní značky: Schilte, Homas a Heemskerk.
Přehled hlavních prken k dispozici (rozměry v centimetrech):
| Značka    | Typ  | Délka | Šířka | Výška |
| --------- | ---- | ----- | ----- | ----- |
| Schilte   | S240 | 200   | 40    | 6,5   |
| Homas     | S25  | 200   | 40,8  | 4,4   |
| S30       | 205  | 42,5  | 8     |       |
| S40       | 200  | 41,2  | 6,3   |       |
| Heemskerk | HS40 | 200   | 40,5  | 5,5   |
| HS30      | 200  | 39,5  | 4     |       |
| Mini      | 118  | 28,3  | 3,4   |       |